# Wargielity
Wargielity (dawniej Wargelitekaym, niem. Worglitten) – wieś w Polsce położona w województwie warmińsko-mazurskim, w powiecie bartoszyckim, w gminie Bartoszyce. W latach 1975–1998 miejscowość administracyjnie należała do województwa olsztyńskiego.

## Historia
Wieś wzmiankowana w dokumentach już w 1392 r., i należała do pruskiego rodu Malgendinów. W połowie XVI w. wieś przeszła w posiadanie rodu von Lehndorff.
W 1935 r. w szkole w Wargielitach uczyło się 38 dzieci i pracował jeden nauczyciel. W 1939 r. we wsi było 279 mieszkańców.
W 1970 roku była to wieś o zwartej zabudowie z 21 domami i elektrycznym oświetleniu ulic. W tym czasie wieś miała 95 mieszkańców. W Wargielitach było 20 indywidualnych gospodarstw rolnych, uprawiających łącznie 205 ha ziemi, hodujących 157 sztuk bydła (w tym 86 krów), 115 sztuk swiń, 14 koni i 19 owiec. We wsi funkcjonował punkt biblioteczny.